# Hyundai Nexo
Der Hyundai Nexo ist ein fünfsitziges Wasserstoff-Brennstoffzellenfahrzeug des südkoreanischen Herstellers Hyundai. Er wird seit 2018 in Ulsan (Südkorea) produziert und ist die Weiterentwicklung des Hyundai ix35 FCEV.

## 1. Generation (2018–2024)

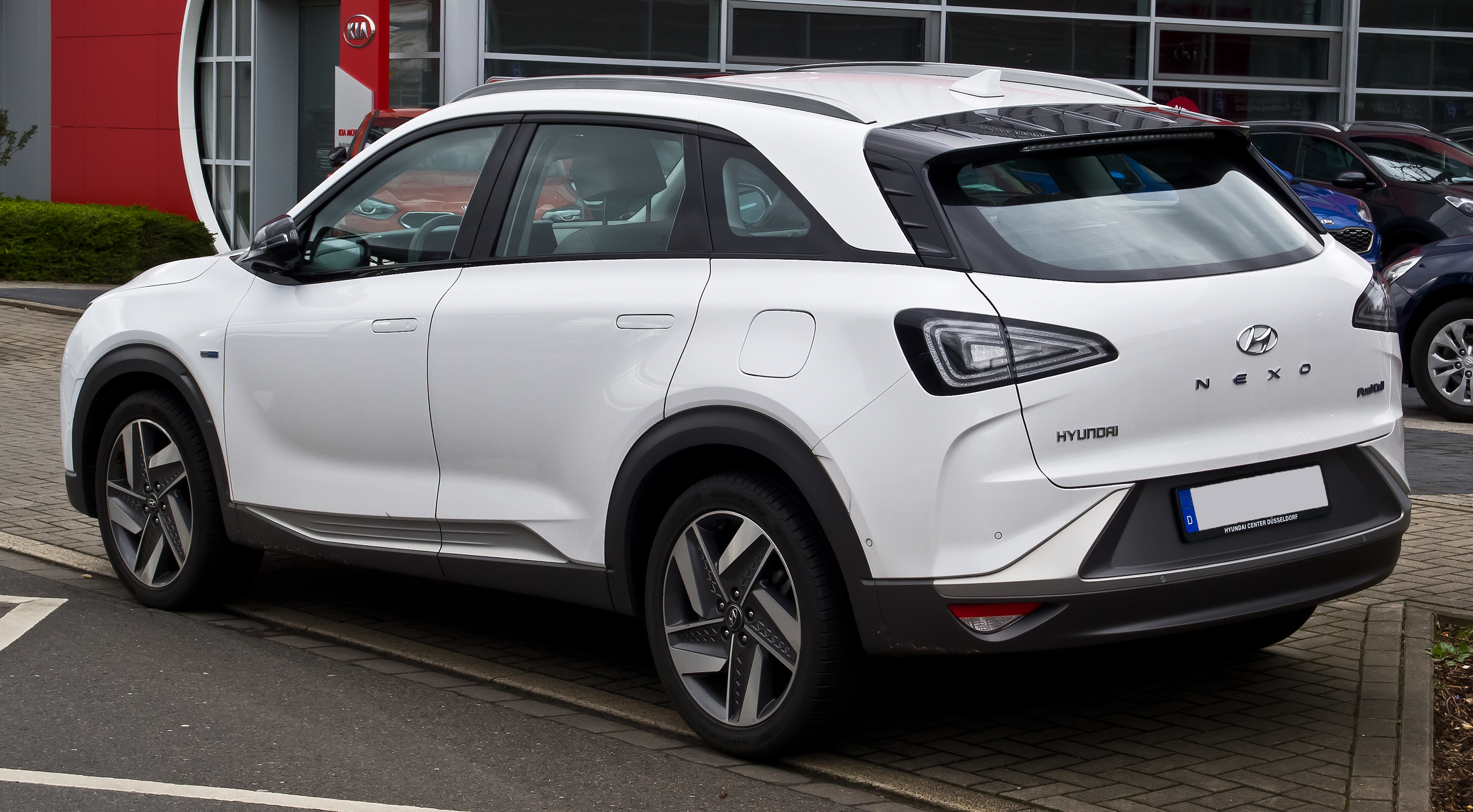
Heckansicht

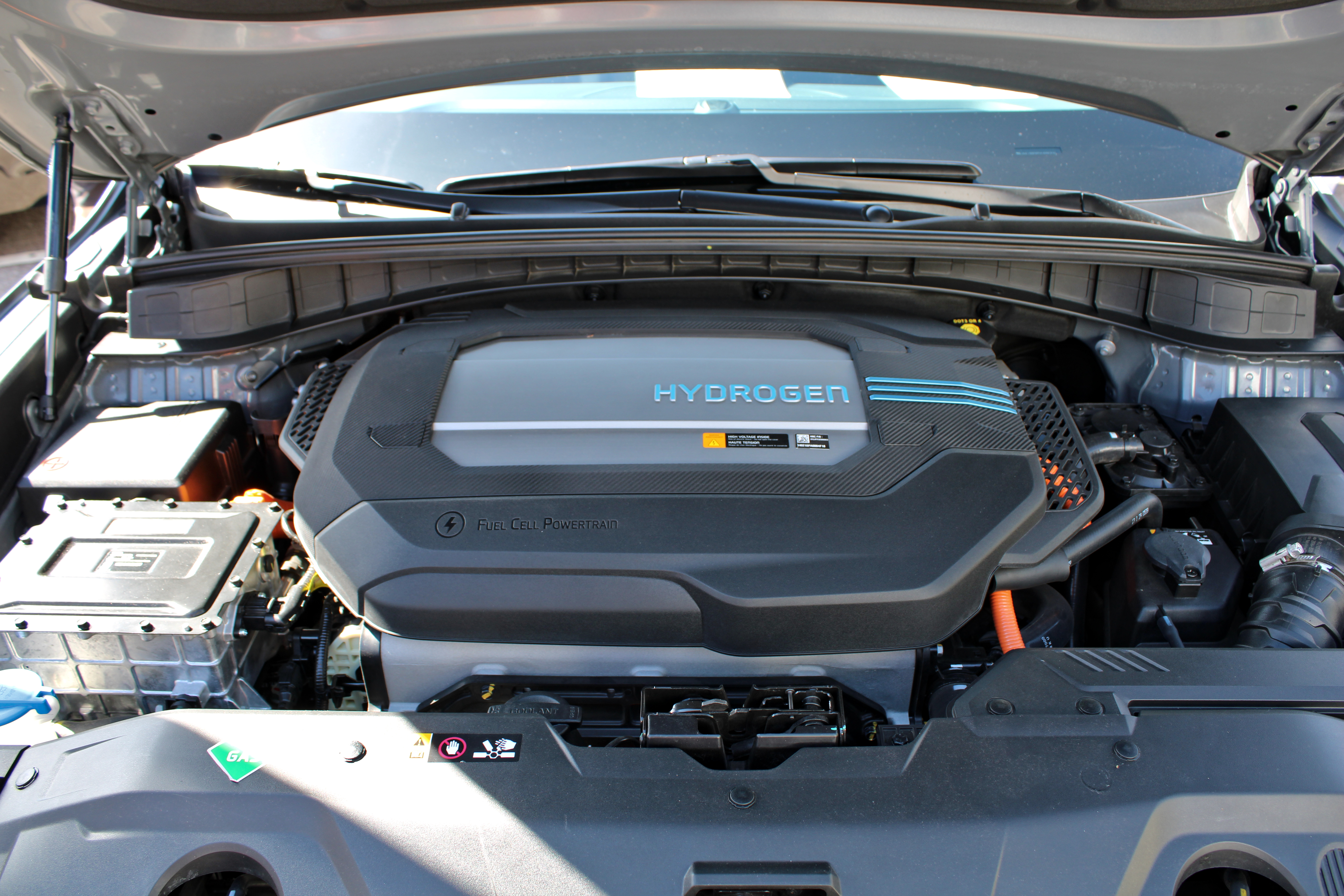
Motorraum

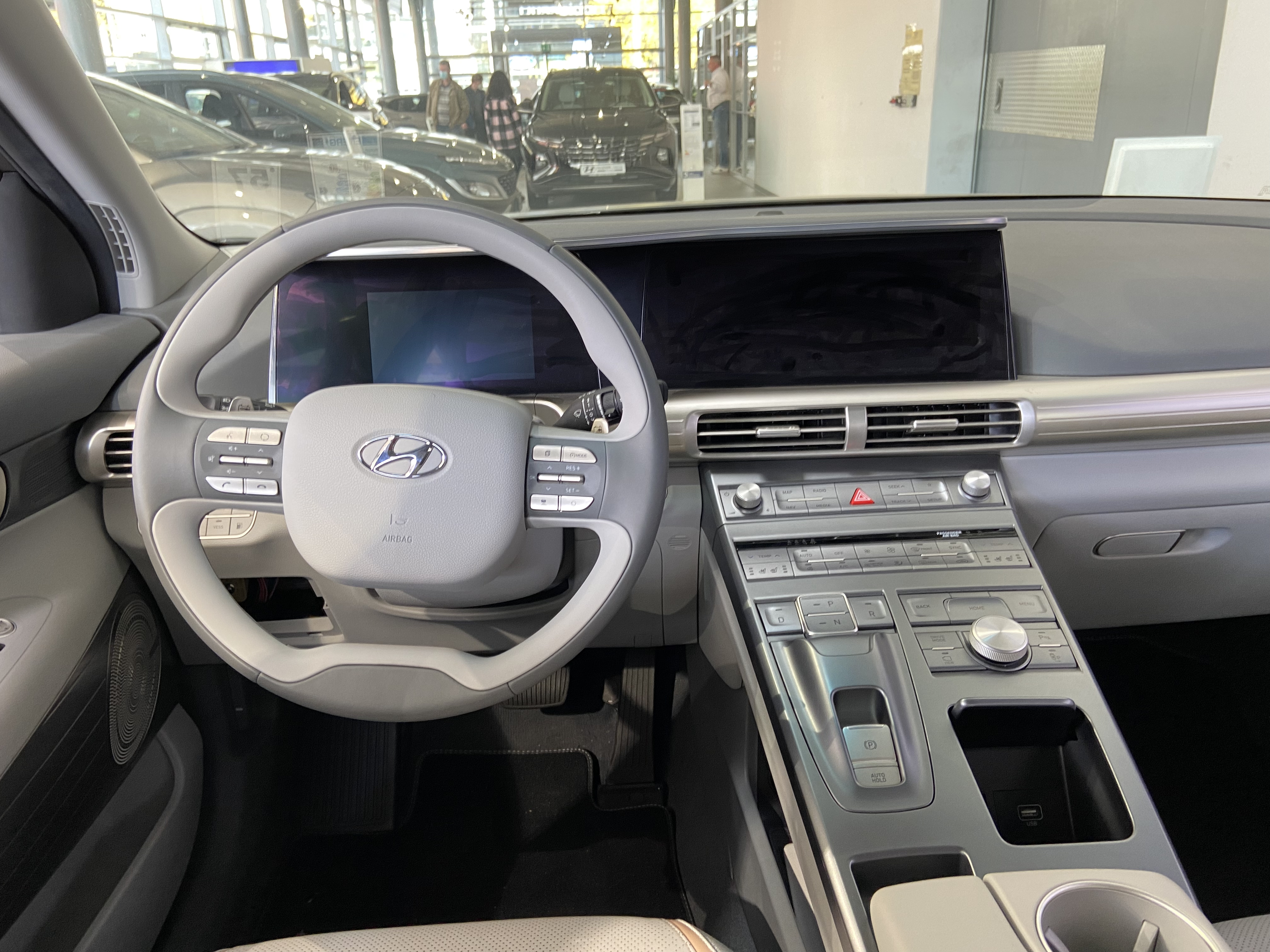
Armaturentafel

Der Nexo der ersten Generation wurde im Januar 2018 auf der Consumer Electronics Show in Las Vegas vorgestellt und war ab Sommer 2018 erhältlich.

### Technik und Ausstattung
Der Wagen hat einen Elektromotor und eine Antriebsbatterie, die von einer Brennstoffzelle mit Elektroenergie versorgt werden. Die Zelle ist die vierte Generation von Hyundai. Deren Effizienz soll bei 60 % und damit rund 9 % höher liegen als die des Vorgängers ix35 FCEV. Ihr Platin-Anteil und damit ihre Kosten konnten vermindert werden. Betriebsgeräusche sind nicht wahrnehmbar. Der Nexo hat drei gleich große Kohlenstofffasertanks im Fahrzeugboden, wobei zwei vor und einer hinter der Hinterachse platziert sind. Der Tankvorgang mit Wasserstoff erfolgt mit einem Druck von 700 Bar und dauert unter fünf Minuten.
Laut Hyundai wurden bei den Sitzbezügen und der Verkleidung des Dachhimmels 11 % Öko-Materialien verarbeitet.
Der Wagen ist mit Navigationssystem, Bordcomputer, Spurhalteassistent, automatischem Einparkassistenten und einem Totwinkel-Monitor mit Doppelkamera ausgestattet.
Zur umfangreichen Serienausstattung ist ein Premiumpaket auswählbar, welches 19-Zoll-Leichtmetallfelgen, Totwinkelassistent mit Monitoranzeige, Around-View-Monitor, Glas-Schiebedach, Dachreling, belüftete Sitze vorne, Sitzheizung hinten und ein Krell-Soundsystem mit acht Lautsprechern beinhaltet.
Der Nexo ist für autonomes Fahren vorgesehen. Entsprechende Tests wurden bis Level 4 erfolgreich auf der Strecke von Seoul nach Pyeongchang durchgeführt.
Im Euro NCAP-Crashtest wurde das Fahrzeug im Jahr 2018 mit fünf von fünf möglichen Sternen bewertet.

### Technische Daten
|                                              | Hyundai Nexo                                |
| -------------------------------------------- | ------------------------------------------- |
| Bauzeitraum                                  | 08/2018–08/2024                             |
| Motorkenndaten                               |                                             |
| Motortyp                                     | Elektromotor                                |
| max. Leistung                                | 120 kW (163 PS)                             |
| max. Drehmoment                              | 395 Nm                                      |
| max. Tankinhalt                              | 6,33 kg/156,6 l                             |
| max. Kraftstoffverbrauch (H2) kombiniert     | 0,84 kg/100 km (NEFZ) 0,95 kg/100 km (WLTP) |
| Brennstoffzelle                              |                                             |
| Ausgangsleistung                             | 95 kW                                       |
| Typ                                          | Polymerelektrolyt                           |
| Kraftübertragung                             |                                             |
| Antrieb                                      | Vorderradantrieb                            |
| Getriebe                                     | 1-Stufen-Reduktionsgetriebe                 |
| Messwerte                                    |                                             |
| Höchstgeschwindigkeit                        | 179 km/h (abgeregelt)                       |
| Beschleunigung, 0–100 km/h                   | 9,5 s                                       |
| Wasserstoffverbrauch auf 100 km (kombiniert) | 0,89 kg                                     |
| Wasserstoffverbrauch auf 100 km nach WLTP    | 0,95 kg                                     |
| Reichweite nach NEFZ                         | 756 km                                      |
| Reichweite nach WLTP                         | 666 km                                      |
| Reichweite nach EPA                          | 566 km (354 miles)                          |
| Reichweite nach ADAC                         | 540 km                                      |

## 2. Generation (seit 2025)

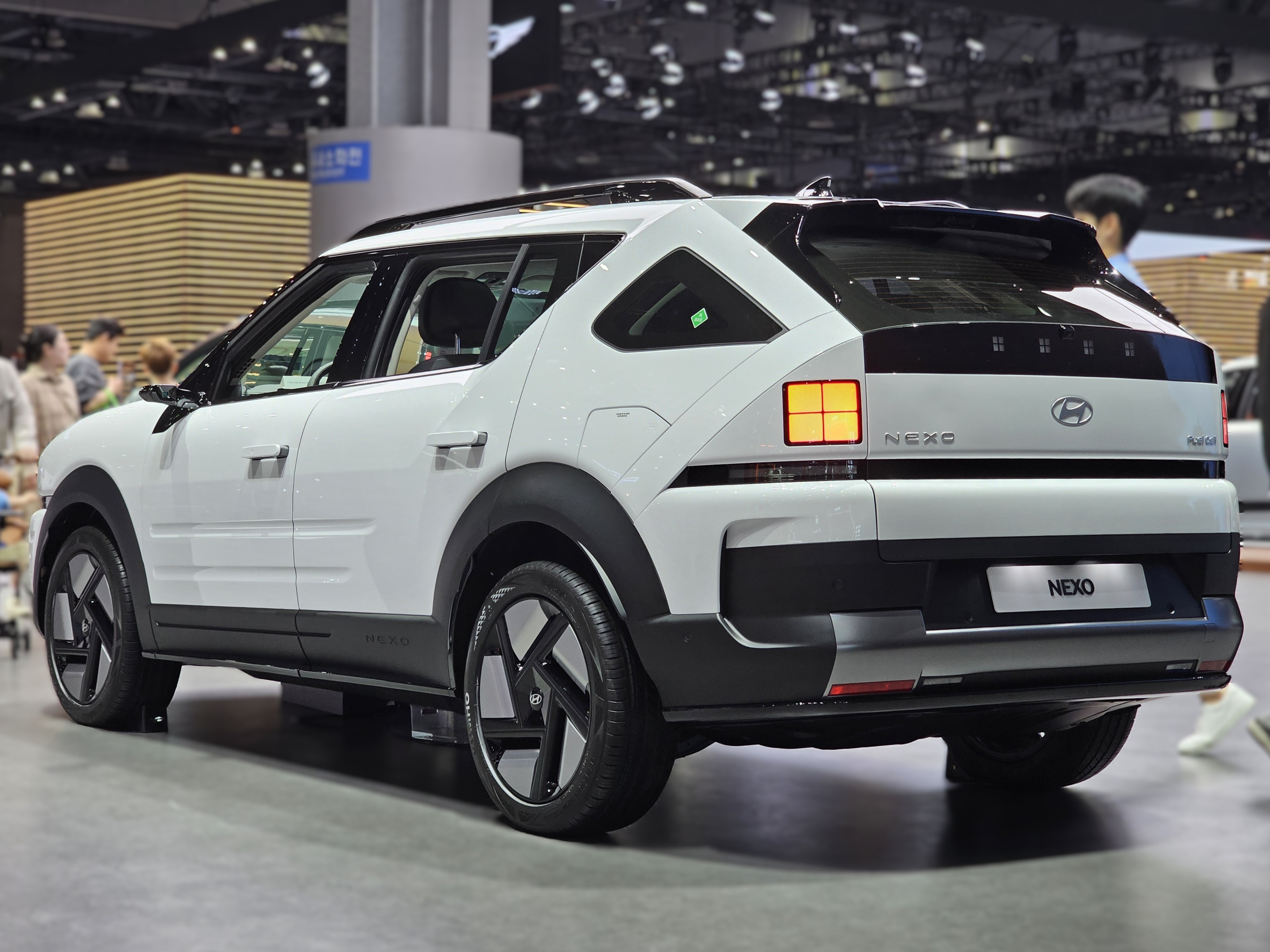
Heckansicht

Einen ersten Ausblick auf die zweite Nexo-Generation zeigte Hyundai im Oktober 2024 mit dem Konzeptfahrzeug Hyundai Initium. Das Serienmodell präsentierte der Hersteller im April 2025 auf der Seoul Mobility Show, wobei das Art of Steel genannte Design kastenförmiger ist.

### Technik
Der Innenraum ähnelt dem des Elektroautos Hyundai Ioniq 6. Statt herkömmlicher Außenspiegel hat der Nexo Kameras, die die Bilder in den Innenraum übertragen. Das SUV unterstützt bidirektionales Laden.
Zum Einsatz kommt ein neuer Elektromotor mit einer maximalen Leistung von 150 kW (204 PS). Die Beschleunigung aus dem Stand auf 100 km/h soll in 7,8 Sekunden erfolgen. Der Tankinhalt steigt auf 6,69 kg Wasserstoff.

### Technische Daten
|                                           | Hyundai Nexo                |
| ----------------------------------------- | --------------------------- |
| Bauzeitraum                               | seit 2025                   |
| Motorkenndaten                            |                             |
| Motortyp                                  | Elektromotor                |
| max. Leistung                             | 150 kW (204 PS) / 4200–5000 |
| max. Drehmoment                           | 350 Nm                      |
| max. Tankinhalt                           | 6,69 kg/162,6 l             |
| Brennstoffzelle                           |                             |
| Ausgangsleistung                          | 110 kW                      |
| Typ                                       | Polymerelektrolyt           |
| Kraftübertragung                          |                             |
| Antrieb                                   | Vorderradantrieb            |
| Getriebe                                  | 1-Stufen-Reduktionsgetriebe |
| Messwerte                                 |                             |
| Höchstgeschwindigkeit                     | 179 km/h (abgeregelt)       |
| Beschleunigung, 0–100 km/h                | 7,8 s                       |
| Wasserstoffverbrauch auf 100 km nach WLTP |                             |
| Reichweite nach WLTP                      |                             |

## Zulassungszahlen in Deutschland
Seit 2018 bis einschließlich Dezember 2023 sind in der Bundesrepublik Deutschland insgesamt 1.064 Hyundai Nexo neu zugelassen worden. Mit 447 Einheiten war 2022 das bislang erfolgreichste Verkaufsjahr.
|  |

|  |

|  |

|  |

|  |

|  |

|  |

|  |

|  |

|  |

|  |

|  |

|  |

|  |

|  |

|  |

|  |

|  |

|  |

|  |

|  |

|  |

|  |

|  |

|  |

|  |

|  |

|  |

|  |

|  |

|  |

|  |

|  |

|  |

|  |

|  |

|  |

|  |

|  |

|  |

|  |

|  |

|  |

|  |

|  |

|  |

|  |

|  |

|  |

|  |

|  |

|  |

|  |

|  |

|  |

|  |

|  |

|  |

|  |

|  |

|  |

|  |

|  |

|  |

|  |

|  |

|  |

|  |

|  |

|  |

|  |

|  |

|  |

|  |

|  |

|  |

|  |

|  |

|  |

|  |

|  |

|  |

|  |

|  |

|  |

|  |

|  |

|  |

|  |

|  |

|  |

|  |

|  |

|  |

|  |

|  |

|  | FCEV (1.064) |

|  | FCEV (1.064) |